# Пантюшине
Пантю́шине — село в Україні, у Новопсковській селищній громаді Старобільського району Луганської області. Населення становить 146 осіб.

## Географія
Селом тече струмок Бондарів.

## Історія

### Етимологія
Назва села антропонімного походження, утворена від імені першопоселенця Панька, Пантюхи.

### Заснування
Слобода була заснована у XVIII столітті вихідцями з Правобережної України, Воронезької губернії. Раніше слобода Пантюхина та слобода Бондарева були одним поселенням та входили до складу Воронезької губернії. Пізніше, коли було утворено Слобідсько-Українську губернію, поселення було розділене на дві частини: північна увійшла до складу Воронезької губернії, і названа слободою Бондаревою; південна увійшла до складу Слобідсько-Української губернії, і названа слободою Пантюхиною.
За даними на 1864 рік у казенній слободі Пантюхина, центрі Старобільського повіту Харківської губернії, мешкало 1012 осіб (510 чоловічої статі та 502 — жіночої), налічувалось 157 дворових господарств, існувала православна церква.
Станом на 1885 рік у колишній державній слободі, центрі Пантюхівської волості, мешкало 1364 особи, налічувалось 163 дворових господарства, існували православна церква й школа.
За переписом 1897 року кількість мешканців зросла до 1507 осіб (751 чоловічої статі та 756 — жіночої), з яких 1501 — православної віри.
Станом на 1914 рік кількість мешканців зросла до 1850 осіб.
На околиці села виявлено курганний могильник з 3-ма курганами.

### Зараз
19 вересня 2024 року Верховна Рада підтримала перейменування села Пантюхине на Пантюшине у рамках дерусифікації. 26 вересня 2024 року перейменування набуло чинності.